# 1991年のロッテオリオンズ
1991年のロッテオリオンズでは、1991年シーズンについてのロッテオリオンズの動向をまとめる。
この年のロッテオリオンズは、第2次金田正一監督体制の2年目（通算8年目）のシーズンである。また、翌シーズンから本拠地を移転し、チーム名を千葉ロッテマリーンズに変更したため、ロッテオリオンズとしての最後のシーズンである。

## 概要
本拠地移転が囁かれるなか、老朽化していた川崎球場が改装されて「テレビじゃ見れない川崎劇場」のCMで話題を振りまいた。開幕後も5月中旬までは踏ん張っていたが、以降は下位に低迷した。5月にはかつての首位打者で広島へ移籍していた高沢秀昭が約1年半ぶりに復帰。しかし7月には50敗を喫してしまう。3年目の平井光親が規定打席数ピッタリで首位打者を獲得した。順位は6年連続Bクラス、2年ぶりの最下位に終わった。このシーズンをもって本拠地が千葉マリンスタジアムへ移転することとなり、金田監督は解任、徳武定祐ヘッドコーチ、植村義信投手コーチも退団した。OBであり西武・投手コーチの八木沢荘六が監督に就任することとなった。

## チーム成績

### レギュラーシーズン
|   | 開幕：4/6 | 開幕：4/6 | 5/1 | 5/1      | 6/1 | 6/1      | 7/3 | 7/3        | 8/2 | 8/2      | 9/1 | 9/1      |
| - | --------- | --------- | --- | -------- | --- | -------- | --- | ---------- | --- | -------- | --- | -------- |
| 1 | 中        | 西村徳文  | 中  | 西村徳文 | 二  | 堀幸一   | 中  | 西村徳文   | 中  | 西村徳文 | 中  | 横田真之 |
| 2 | 右        | 横田真之  | 遊  | 佐藤健一 | 中  | 西村徳文 | 遊  | 南渕時高   | 左  | 山下徳人 | 二  | 渡辺英昭 |
| 3 | 一        | 愛甲猛    | 一  | 愛甲猛   | 一  | 愛甲猛   | 一  | 愛甲猛     | 一  | 愛甲猛   | 右  | 平井光親 |
| 4 | 指        | ディアズ  | 指  | ディアズ | 指  | ディアズ | 二  | 堀幸一     | 指  | 岡部明一 | 左  | 古川慎一 |
| 5 | 左        | 山下徳人  | 二  | 堀幸一   | 左  | 高沢秀昭 | 左  | 平井光親   | 二  | 堀幸一   | 指  | 山下徳人 |
| 6 | 三        | 初芝清    | 三  | 初芝清   | 三  | 初芝清   | 指  | 鈴木俊雄   | 右  | 平井光親 | 一  | 愛甲猛   |
| 7 | 二        | 上川誠二  | 左  | 平井光親 | 右  | 平井光親 | 三  | 佐藤幸彦   | 三  | 初芝清   | 遊  | 南渕時高 |
| 8 | 捕        | 福澤洋一  | 捕  | 福澤洋一 | 捕  | 青柳進   | 捕  | 福澤洋一   | 遊  | 南渕時高 | 三  | 佐藤幸彦 |
| 9 | 遊        | 佐藤健一  | 右  | 佐藤和史 | 遊  | 森田芳彦 | 右  | 五十嵐章人 | 捕  | 青柳進   | 捕  | 福澤洋一 |
|   | 投        | 小宮山悟  | 投  | 小宮山悟 | 投  | 小宮山悟 | 投  | 園川一美   | 投  | 園川一美 | 投  | 前田幸長 |

| 順位 | 4月終了時  | 4月終了時 | 5月終了時  | 5月終了時 | 6月終了時  | 6月終了時 | 7月終了時  | 7月終了時 | 8月終了時  | 8月終了時 | 最終成績   | 最終成績 |
| ---- | ---------- | --------- | ---------- | --------- | ---------- | --------- | ---------- | --------- | ---------- | --------- | ---------- | -------- |
| 1位  | 西武       | --        | 西武       | --        | 西武       | --        | 近鉄       | --        | 近鉄       | --        | 西武       | --       |
| 2位  | 近鉄       | 3.0       | 近鉄       | 7.0       | 近鉄       | 4.0       | 西武       | 1.5       | 西武       | 1.5       | 近鉄       | 4.5      |
| 3位  | 日本ハム   | 3.5       | 日本ハム   | 7.0       | ダイエー   | 7.5       | 日本ハム   | 10.5      | オリックス | 15.5      | オリックス | 18.5     |
| 4位  | ロッテ     | 4.0       | ダイエー   | 10.5      | 日本ハム   | 10.0      | ダイエー   | 12.5      | ダイエー   | 19.0      | 日本ハム   | 28.5     |
| 5位  | ダイエー   | 5.0       | ロッテ     | 11.5      | オリックス | 12.0      | オリックス | 14.0      | 日本ハム   | 19.5      | ダイエー   | 29.0     |
| 6位  | オリックス | 8.5       | オリックス | 15.0      | ロッテ     | 20.0      | ロッテ     | 23.5      | ロッテ     | 30.0      | ロッテ     | 33.5     |

| 順位 | 球団                       | 勝 | 敗 | 分 | 勝率 | 差   |
| 1位  | 西武ライオンズ             | 81 | 43 | 6  | .653 | 優勝 |
| 2位  | 近鉄バファローズ           | 77 | 48 | 5  | .616 | 4.5  |
| 3位  | オリックス・ブルーウェーブ | 64 | 63 | 3  | .504 | 18.5 |
| 4位  | 日本ハムファイターズ       | 53 | 72 | 5  | .424 | 28.5 |
| 5位  | 福岡ダイエーホークス       | 53 | 73 | 4  | .421 | 29.0 |
| 6位  | ロッテオリオンズ           | 48 | 77 | 5  | .384 | 33.5 |

## オールスターゲーム1991
| ファン投票 | 監督推薦        |
| ---------- | --------------- |
| 選出なし   | 小宮山悟 愛甲猛 |

## できごと
- 1月18日 - 重光昭夫が球団社長代行に就任[3]。
- 5月10日 - 監督の金田正一が対日本ハムファイターズ戦で日本新記録（当時）の通算8度目の退場処分。7回に日本タイ記録の1イニング5投手登板[4]。
- 5月28日 - 高沢秀昭が金銭トレードで広島から復帰[5]。
- 7月17日 - 西村徳文が対日本ハム戦で球団新記録の通算285盗塁[3]。
- 7月31日 - 対西武戦が千葉マリンスタジアムでパ・リーグ初の公式戦かつ初のナイター試合[6]として行われ、試合後に重光球団社長代行が翌年からの千葉への本拠地移転を発表[3]。9月4日、プロ野球実行委員会で正式に承認[7]。
- 10月17日 - 川崎球場で「ロッテオリオンズ」としての最後の試合が行われ（対ダイエーダブルヘッダー）、最終戦となった第2試合は5対4で勝利（7回表降雨コールド）[8]。球団初の観客動員100万人突破[3]（102万1千人）。当時の既存12球団では最後の達成[9]。平井光親が、2リーグ制以降では最少の111安打で首位打者。規定打席ちょうど（403）での達成は史上3人目[10]。
- 11月13日 - 重光球団社長代行のオーナー代行就任と、監督の金田正一の解任を発表。後任監督は八木沢荘六が就任[3]。
- 11月19日 - 翌年からの球団名を「千葉ロッテマリーンズ」とすることを発表[3]（11月21日に改称[7]）。
- 12月2日 - 荘勝雄が日本に帰化[7]。

## 表彰選手
| リーグ・リーダー | リーグ・リーダー | リーグ・リーダー | リーグ・リーダー |
| 選手名           | タイトル         | 成績             | 回数             |
| ---------------- | ---------------- | ---------------- | ---------------- |
| 平井光親         | 首位打者         | .314             | 初受賞           |

| ベストナイン       | ベストナイン | ベストナイン |
| 選手名             | ポジション   | 回数         |
| ------------------ | ------------ | ------------ |
| 平井光親           | 外野手       | 初受賞       |
| ゴールデングラブ賞 |              |              |
| 選出なし           |              |              |

## ドラフト
| 順位 | 選手名   | ポジション | 所属           | 結果 |
| ---- | -------- | ---------- | -------------- | ---- |
| 1位  | 吉田篤史 | 投手       | ヤマハ         | 入団 |
| 2位  | 河本育之 | 投手       | 新日本製鐵光   | 入団 |
| 3位  | 丹波健二 | 内野手     | 東芝           | 入団 |
| 4位  | 花島寛己 | 投手       | 習志野高       | 入団 |
| 5位  | 樋口一紀 | 内野手     | 住友金属       | 入団 |
| 6位  | 服部文夫 | 投手       | 九州三菱自動車 | 入団 |
| 7位  | 市場孝之 | 内野手     | 国際海洋高卒   | 入団 |
| 8位  | 小林至   | 投手       | 東京大学       | 入団 |